# Харламовское сельское поселение
Харламовское се́льское поселе́ние — муниципальное образование в Таврическом районе Омской области Российской Федерации.
Административный центр — село Харламово.

## История
Статус и границы сельского поселения установлены Законом Омской области от 30 июля 2004 года № 548-ОЗ «О границах и статусе муниципальных образований Омской области».

## Население
| 2010  | 2011  | 2012  | 2013  | 2014  | 2015  | 2016  |
| ----- | ----- | ----- | ----- | ----- | ----- | ----- |
| 2007  | ↗2013 | ↗2086 | ↘2085 | ↗2097 | ↗2130 | ↗2143 |
| 2017  | 2018  | 2019  | 2020  | 2021  | 2023  |       |
| ↘2066 | ↘2022 | ↘2008 | ↗2021 | ↘1702 | ↘1670 |       |

## Состав сельского поселения
| № | Населённый пункт | Тип населённого пункта       | Население |
| - | ---------------- | ---------------------------- | --------- |
| 1 | Камышино         | деревня                      | →281      |
| 2 | Лобково          | деревня                      | ↘239      |
| 3 | Новоселецк       | разъезд                      | ↘22       |
| 4 | Сибкоммуна       | деревня                      | ↘12       |
| 5 | Харламово        | село, административный центр | ↘1453     |